# 陀螺果
陀螺果（学名：Melliodendron xylocarpum）为安息香科陀螺果属下的一个种。